# Ferrari 375MM

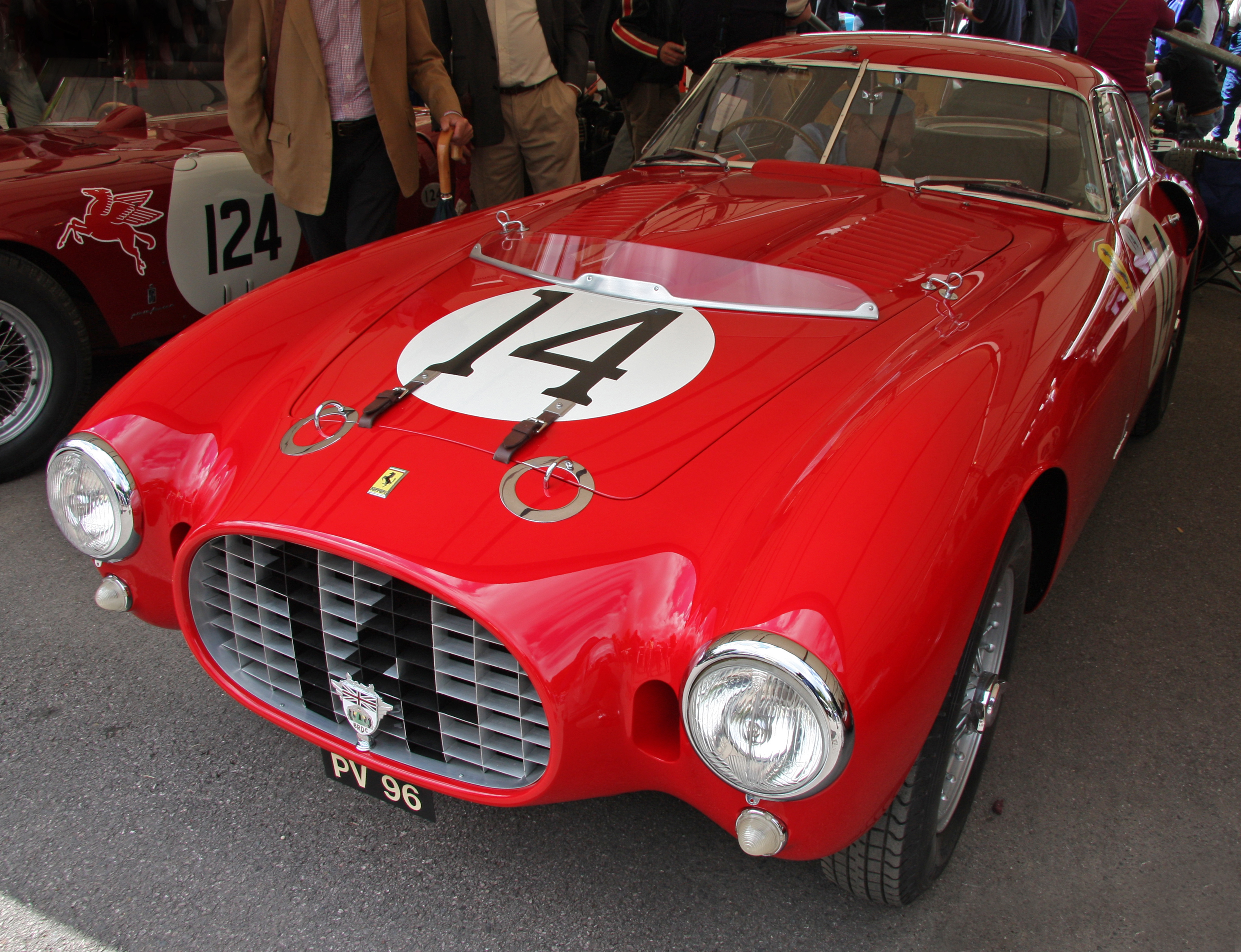
Ferrari 375MM

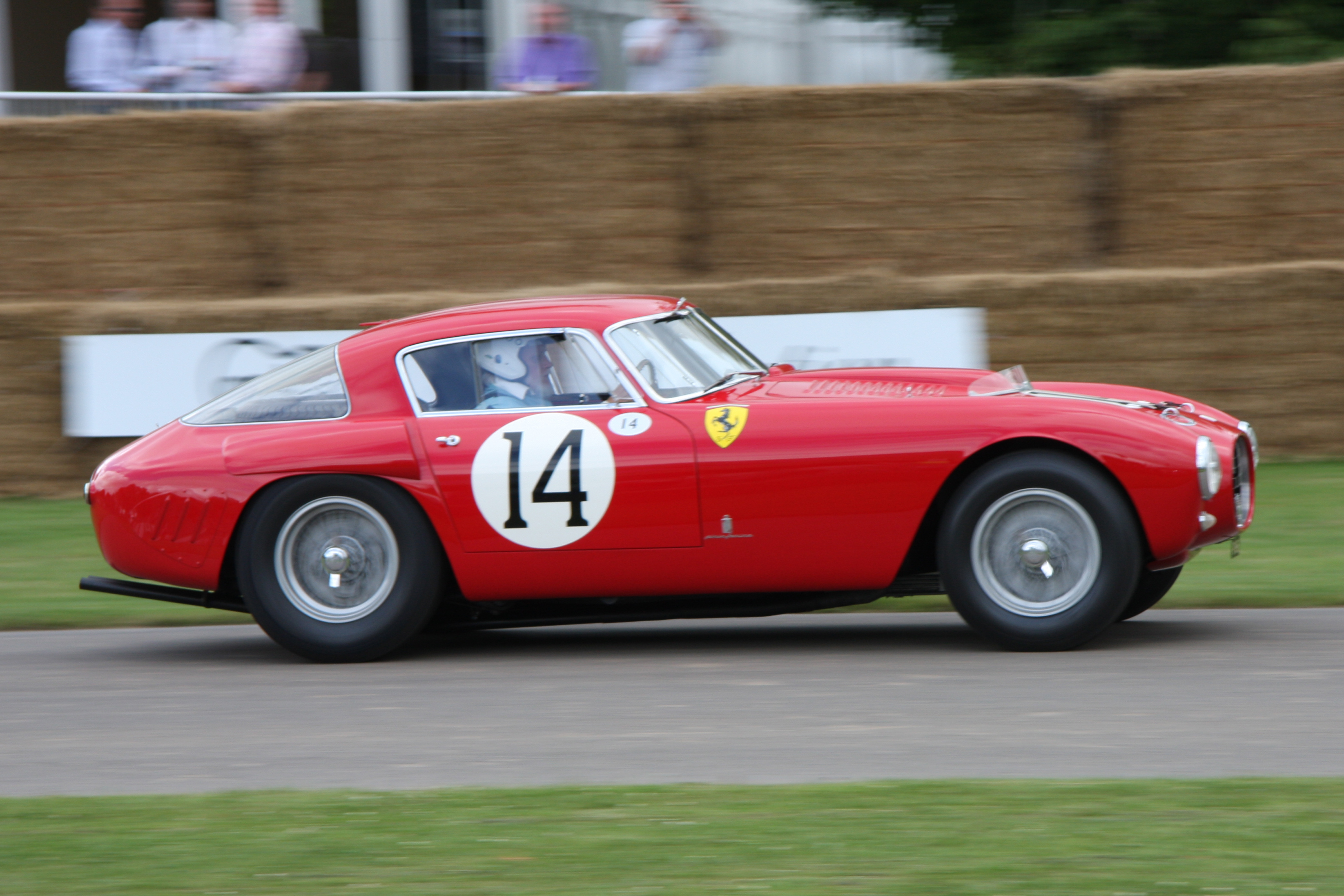
Ferrari 375MM

Der Ferrari 375MM (MM = Mille Miglia) war ein Rennsportwagen, der bei der Scuderia Ferrari entwickelt und von 1953 bis 1964 bei Sportwagenrennen eingesetzt wurde.

## Entwicklung und Technik
Die Mechanik des 375MM beruhte auf dem 340MM, der ebenfalls 1953 zum Einsatz kam. Von den 23 gebauten Fahrzeugen wurde eines von Vignale karossiert, die weiteren 22 kamen von Pininfarina; entweder als Spider oder als Berlinetta. Im Unterschied zum 340MM hatte der 375MM einen längeren Radstand und ein synchronisiertes Vierganggetriebe. Auch die Motoren waren unterschiedlich. Wahlweise waren es 4,5- oder 4,6-Liter-Lampredi-V12-Motoren.
Der Motor war ein vom Formel-1-Triebwerk abgeleiteter V-Zwölfzylinder mit einem Zylinderbankwinkel von 60°. Er erhielt jedoch eine andere Kurbelwelle, die den Hub auf 68 mm verringerte. Gleichzeitig wurde die Zylinderbohrung auf 84 mm vergrößert, sodass der Hubraum 4523 cm³ betrug. Die Typbezeichnung 375 nennt abgerundet den Hubraum der einzelnen Zylinder. Der Motor hatte eine obenliegende Nockenwelle pro Zylinderbank und zwei Ventile pro Zylinder. Er leistete 340 PS (250 kW) bei 7000/min. Die Kraft wurde über ein Vierganggetriebe und eine Kardanwelle an die Hinterachse übertragen. Laut Werksangabe betrug die Höchstgeschwindigkeit des Wagens 289 km/h.
Vorn waren die Räder an jeweils zwei unterschiedlich langen Querlenkern mit Querblattfedern, Houdaille-Hebelstoßdämpfern und Querstabilisator aufgehängt. Hinten war es eine Starrachse, ebenfalls mit Blattfedern und Houdailledämpfern. Der Radstand betrug 2600 mm, die Spurweite vorn 1325 mm, hinten 1320 mm. Die Karosserie war auf einem Stahlrohrrahmen aufgebaut. Trocken bzw. ohne Betriebsstoffe, Kühlmittel usw. wog der Wagen 900 kg. Der Tank fasste 180 Liter Kraftstoff.

## Renngeschichte
Das Renndebüt gab der 375MM im Juni 1953 beim 12-Stunden-Rennen von Reims. 1953 zählte das Langstreckenrennen auf dem Circuit de Reims-Gueux nicht zur in diesem Jahr neu eingeführten Sportwagen-Weltmeisterschaft. Dennoch konnte es mit einem starken Starterfeld aufwarten. Die Scuderia meldete einen 375MM mit der Fahrgestellnummer 0322AM, den Piero Carini und Umberto Maglioli fuhren. Im Rennen wurde das Fahrzeug nach einem Fehler beim Tankstopp disqualifiziert.
Der zweite Renneinsatz brachte den ersten Sieg. Beim 24-Stunden-Rennen von Spa-Francorchamps meldete die Scuderia drei 375MM. Luigi Villoresi und Alberto Ascari pilotierten Fahrgestell 0320AM; das in Reims disqualifizierte Chassis 0322AM fuhren diesmal Giuseppe Farina und Mike Hawthorn, während Carini und Maglioli in das Fahrgestell 0318AM wechselten. Von den drei Ferraris fielen zwei aus. Fahrgestell 0320AM hatte Kupplungsschaden; Carini und Maglioli wurden von defekten Ventilen gestoppt. Der dritte Wagen gewann das Rennen überlegen. Nach 24 Stunden Fahrzeit hatten Farina und Hawthorn im Ziel einen Vorsprung von 18 Runden auf den von der Ecurie Echse gemeldeten Jaguar C-Type, den James Scott-Douglas und Guy Gale fuhren. Am 30. August fand zum ersten Mal das ADAC-1000-km-Rennen auf der Nordschleife des Nürburgrings statt. Unter den Augen des deutschen Bundespräsidenten Theodor Heuss siegten Ascari/Farina auf einem 375MM. Nachdem die Scuderia sich nicht an der Tourist Trophy beteiligte, musste die Carrera Panamericana die Entscheidung in der Weltmeisterschaft bringen, da Ferrari in der Wertung nur mit zwei Punkten Vorsprung vor Jaguar in Führung lag.
Wie im Vorjahr leitete der Ferrari-Händler Franco Corrnachia den Einsatz. Das Rennen forderte neun Todesopfer, darunter auch die beiden Ferrari-Piloten Stagnoli und Scotuzzi, die nach einem Reifenplatzer verunglückten. Es endete mit einem Dreifachsieg für Lancia und deren D24, in der Reihenfolge Juan Manuel Fangio vor Piero Taruffi und Eugenio Castellotti. Die beiden Privatfahrer Guido Mancini und Fabrizio Serena di Lapigio, die einen 375MM fuhren, sicherten der Scuderia mit dem vierten Gesamtrang den ersten Titel eines Sportwagen-Weltmeisters.
1953 bestritt die Scuderia mit dem 375MM das 12-Stunden-Rennen von Casablanca, das mit einem Sieg von Giuseppe Farina und Piero Scotti endete. Es war der letzte Werkseinsatz mit einem 375MM.
Nach diesem Rennen wurden die verbliebenen Chassis verkauft. Jim Kimberly fuhr mit Fahrgestell 0364AM in der US-amerikanischen Sportwagenmeisterschaft 1954 von Sieg zu Sieg und Phil Hill beendete auf dem von Allen Guiberson gemeldeten Fahrgestell 0286AM gemeinsam mit Partner Richie Ginther die Carrera Panamericana als Gesamtzweite. Zweite wurden auch die beiden Argentinier Carlos Najurieta und César Rivero beim 1000-km-Rennen von Buenos Aires 1955.
In den 1950er-Jahren war der 375MM ein begehrtes und erfolgreiches Fahrzeug, vor allem bei Rennen in Nordamerika. Insgesamt konnten mit diesem Ferrari-Sportwagentyp 56 Rennsiege erzielt werden. Zum letzten Mal kam ein 375MM 1964 bei einem Sportwagenrennen in den Vereinigten Staaten zum Einsatz.